# Santa Cruz (Madeira)
Santa Cruz (česky Svatý kříž) je okres na portugalském ostrově Madeira. Zahrnuje farnosti Camacha, Caniço, Gaula, Santa Cruz a Santo António da Serra. V celém okrese podle dat z roku 2011 žilo 43 005 stálých obyvatel.

## Geografie a ekonomika

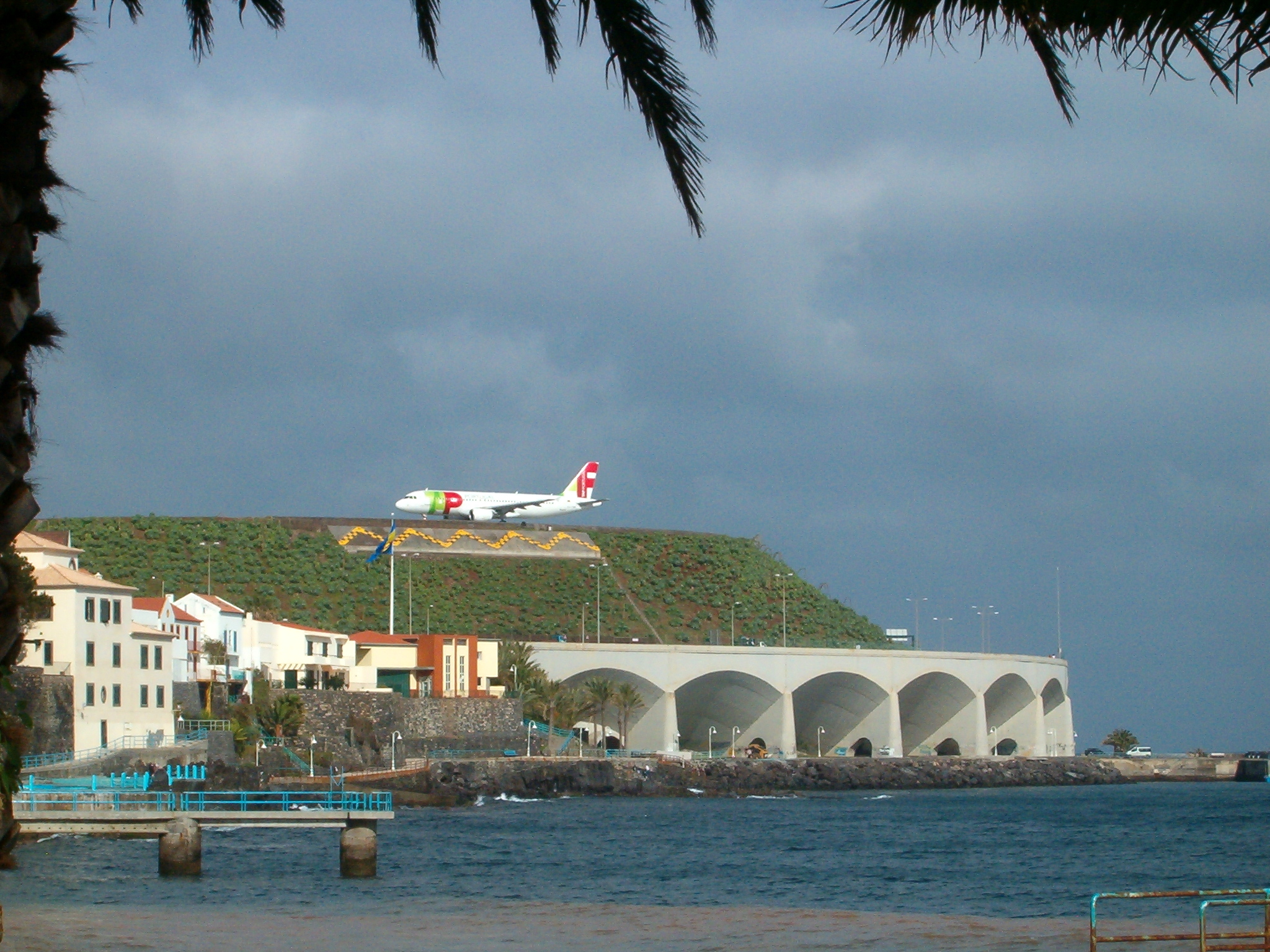
Letiště Cristiana Ronalda Madeira

Většina okresu je hornatá, zbytek rozlohy je využíván zemědělsky. Na severu sousedí okres Santa Cruz s okresem Machico, na západě sousedí s hlavním městem Madeiry Funchalem a na jihovýchodě hranici okresu tvoří Atlantik.
Hlavním zdrojem obživy místních obyvatel je terciární sektor (obchod, hotely a cestovní ruch). Hlavním střediskem atrakcí v malebném městě Santa Cruz je hotel Vila Galé a nejvýznamnější stavbou je kostel Igreja Matriz de Santa Cruz z roku 1533. V sekundárním sektoru vyniká pekařství, konzervace ryb a zpracování dřeva. Pěstují se zde brambory, čerstvé a subtropické ovoce, květiny a vinná réva. Významnou roli v hospodářství okresu hraje také chov hospodářských zvířat, zejména drůbeže, králíků a prasat.